# 앙상블 스튜디오
앙상블 스튜디오(Ensemble Studios)는 미국의 컴퓨터 게임 제작사였다.
1995년에 설립하여 2001년에 마이크로소프트에 인수된 후 헤일로 워즈를 마지막으로 2009년에 마이크로소프트 게임 스튜디오의 구조조정으로 폐쇄되었다.
그 후 옛 앙상블 소속 개발자들이 나와 로봇 엔터테인먼트를 설립하였다.
대표작으로는 에이지 오브 엠파이어 시리즈, 에이지 오브 미쏠로지가 있다.

## 타이틀
- 에이지 오브 엠파이어 (1997)
  - 에이지 오브 엠파이어: 로마의 부흥 (1998)
- 에이지 오브 엠파이어 2 (1999)
  - 에이지 오브 엠파이어 2: 더 컨커러스 (2000)
- 에이지 오브 미쏠로지 (2002)
  - 에이지 오브 미쏠로지: 티탄의 복수 (2003)
- 에이지 오브 엠파이어 3 (2005)
  - 에이지 오브 엠파이어 3: 대전사 (2006)
  - 에이지 오브 엠파이어 3: 아시아 왕조 (2007)
- 헤일로 워즈 (2009)